# Сан-Домингус-ду-Прата
Сан-Домингус-ду-Прата (порт. São Domingos do Prata) — муниципалитет в Бразилии, входит в штат Минас-Жерайс. Составная часть мезорегиона Агломерация Белу-Оризонти. Входит в экономико-статистический микрорегион Итабира. Население составляет 16 829 человек на 2006 год. Занимает площадь 746,917 км². Плотность населения — 22,5 чел./км².

## История
Город основан 2 марта 1891 года.

## Статистика
- Валовой внутренний продукт на 2003 год составляет 57 049 201,00 реалов (данные: Бразильский институт географии и статистики).
- Валовой внутренний продукт на душу населения на 2003 год составляет 3316,43 реалов (данные: Бразильский институт географии и статистики).
- Индекс развития человеческого потенциала на 2000 год составляет 0,751 (данные: Программа развития ООН).

## География
Климат местности: горный тропический.